# Зыков, Олег Алексеевич
Олег Алексеевич Зыков (17 августа 1970, Киров, СССР) — советский и российский футболист и тренер. Играл на позиции нападающего.

## Карьера
Воспитанник кировского «Динамо», в котором в 1987 году начал профессиональную карьеру. После распада СССР перешёл в самарские «Крылья Советов», за которые дебютировал 29 марта 1992 года в выездном матче 1-го тура против московского «Спартака», на 54-й минуте встречи был заменён на Рустама Фахрутдинова. После завершения профессиональной карьеры с 2006 по 2008 годы работал помощником Константина Оленёва в «Динамо».